# Corno Stella
Il Corno Stella è una montagna delle Alpi Marittime, in provincia di Cuneo, alta 3.050 m s.l.m..

## Descrizione
Il nome attuale è stato attribuito dai valligiani: corno per la caratteristica forma a parallelepipedo inclinato, e stella per il vicino monte Stella.
È sicuramente una delle più caratteristiche montagne delle Alpi Marittime, nota e conosciuta soprattutto per la sua impegnativa accessibilità: la via normale, infatti, ha un passaggio di IV grado.
Il plateau sommitale ha una forte inclinazione: il dislivello dei due punti più estremi è più di 150 m. Il lato Nord domina il Vallone di Lourousa con una parete di 600 m, mentre la parete sud, alta circa 500 m, si affaccia sul Vallone dell'Argentera intervallata, circa a metà, da una grande cengia mediana.
A est lo spigolo superiore, alto circa 100 m, termina nella Forcella del Gelas di Lourousa, e ad Ovest lo spigolo inferiore, anch'esso alto circa un centinaio di metri, raggiunge la Forcella del Corno Stella.
È formato da gneiss solidissimo, caratteristica molto apprezzata dagli scalatori.
È uno dei picchi che costituiscono la Serra dell'Argentera insieme alla Catena delle guide, al Monte Argentera, alla Punta Gelas di Lourousa ed al gruppo Madre di Dio.

## Ascensioni

### Prima ascensione
Creduta inaccessibile fino al 1903 quando il famoso alpinista Victor de Cessole superò il Mauvais pas assieme alle fidate guide A. Ghigo e J. Plent. Negli anni precedenti la prima ascensione il Dott. Fritz Mader la dichiarò Affatto suggestiva e la chiamò Roc inaccessibile. Questa notizia suscitò curiosità nel de Cessole che intravide dalla vicina Punta Plent una possibilità di salita al centro della parete sud.
L'11 agosto del 1903, in compagnia delle sue due fidate guide, de Cessole fece il suo primo tentativo fermandosi subito prima del passaggio più impegnativo. Il 22 agosto dello stesso anno, la guida J. Plent superò il passaggio centrale e i tre raggiunsero così la cima a mezzogiorno esatto. Un'ascensione straordinaria considerando i tempi ed i mezzi: il passaggio più impegnativo della via (Mauvais pas) è valutato di IV grado ed è una placca non proteggibile.

## Vie alpinistiche e d'arrampicata
Sulle pareti del Corno Stella salgono numerose vie d'arrampicata di vari gradi di difficoltà. Le principali sono:

### Parete sud-ovest
| Via                     | Primi salitori                  | Data           | Prima invernale                            | Data             |
| ----------------------- | ------------------------------- | -------------- | ------------------------------------------ | ---------------- |
| Via De Cessole          | V. De Cessole, J.Plent, A.Ghigo | 22 agosto 1903 | M.Campia, N.Gandolfo, R. Nervo, A.Quaranta | 10 gennaio 1937  |
| Spigolo Inferiore       | G.Ellena, L.Giugliano           | 21 agosto 1927 | P.L. Revelli, F.Sorzana                    | 20 gennaio 1966  |
| Via Campia              | M.Campia, G.Ellena, R. Nervo    | 15 luglio 1945 | D.Ughetto, F.Ruggieri                      | 20 febbraio 1961 |
| Via Dufranc (Diagonale) | M.Dufranc, F.Cravoisier         | 15 agosto 1968 | Patrick Berhault                           | 8 febbraio 1980  |
| Via Ughetto-Ruggeri     | D.Ughetto, F.Ruggieri           | 26 luglio 1960 | Patrick Berhault                           | 9 febbraio 1980  |
| Spigolo Superiore       | G.Ellena, E.Soria               | 17 agosto 1930 | D.Ughetto, F.Ruggieri                      | 19 febbraio 1962 |

### Parete nord-est
| Via                  | Primi salitori               | Data                 | Prima invernale            | Data                   |
| -------------------- | ---------------------------- | -------------------- | -------------------------- | ---------------------- |
| Via Diedro Rosso     | D.Ughetto, F.Ruggieri        | 11-12-13 giugno 1962 | J.Gougnand, G.Grisolle     | 23-24-25 dicembre 1971 |
| Via dell'Aspirazione | M.Morgantini, V.Ravaschietto | luglio 1978          | R.Piombo, M.Schenone       | 27 dicembre 1988       |
| Via Siccardi         | G.Carbone, G.Salesi          | 20 giugno 1976       |                            |                        |
| Via Rabbi            | M.Maccagno, C.Rabbi          | 24 luglio 1954       | D.Ughetto, F.Ruggieri      | 12-13 febbraio 1962    |
| Via Ellena           | G.Ellena, E.Soria            | 21 agosto 1932       | Tarcisio e Tommaso Martini | 20 gennaio 1974        |

## Rifugi
- Rifugio Bozano, Vallone dell'Argentera, 2.453 m;
- Bivacco Varrone, Vallone di Lourousa, 2.090 m;

## Galleria d'immagini

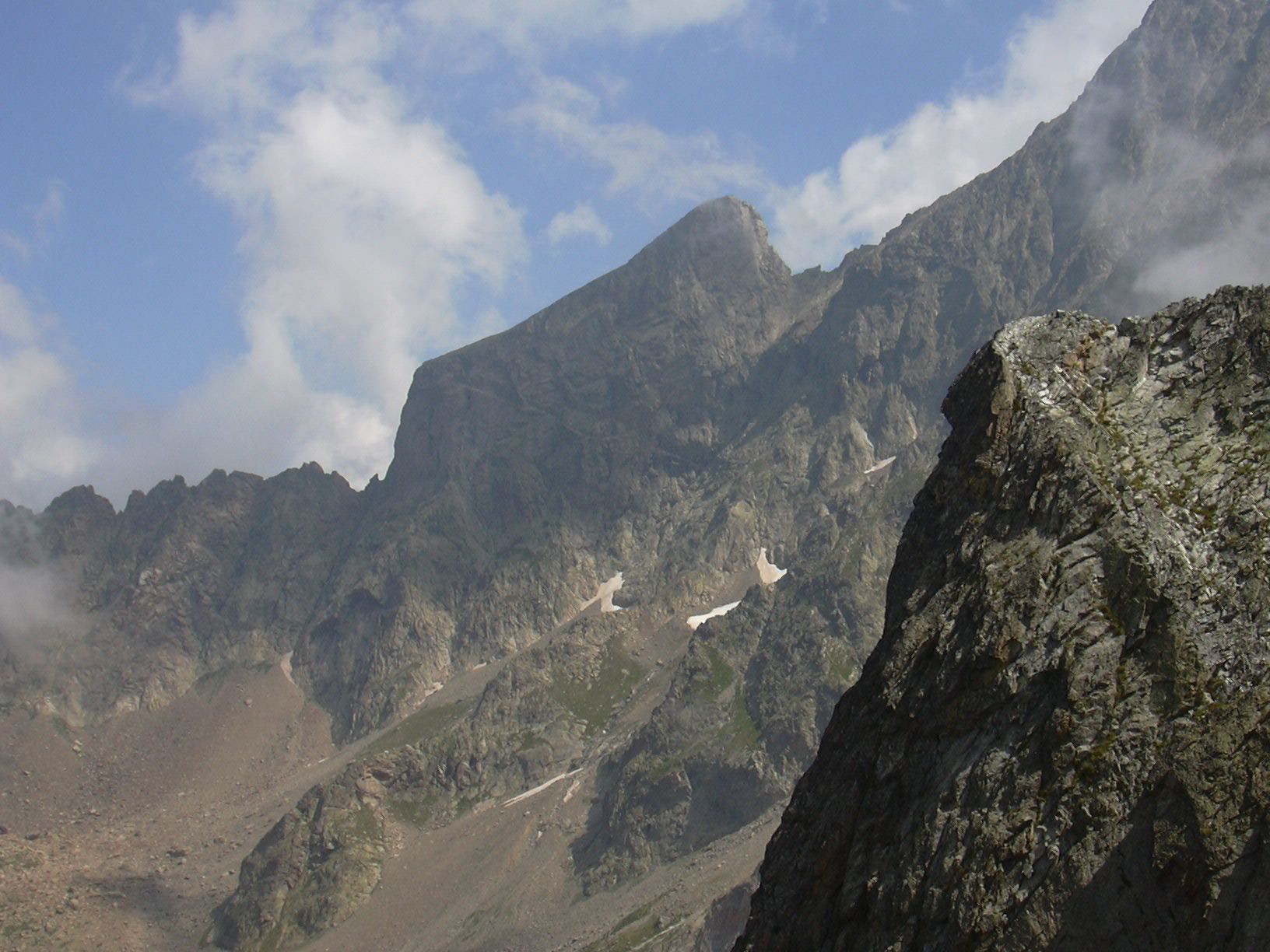
La parete sud del Corno Stella vista dalla Madre di Dio
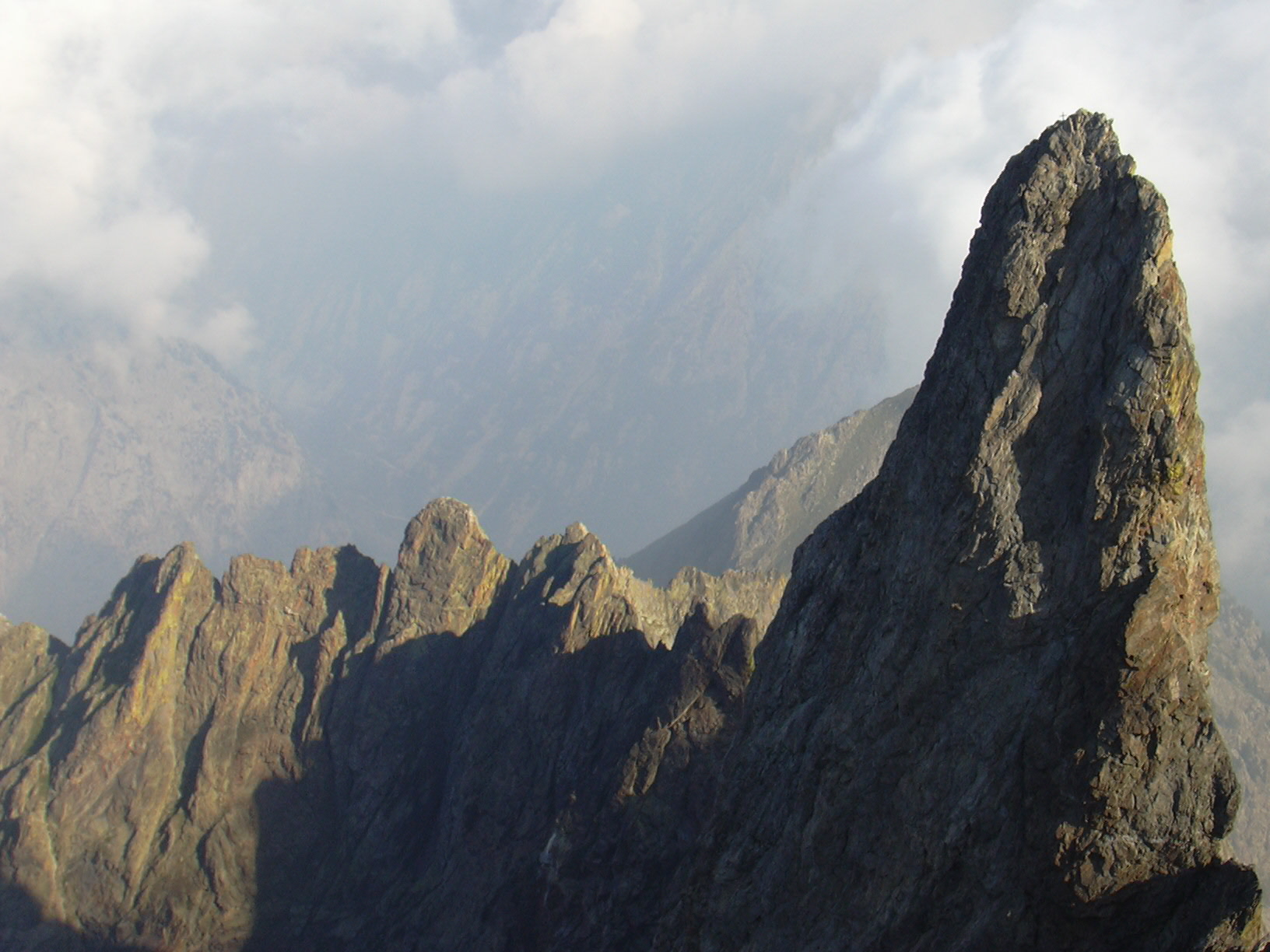
Lo spigolo superiore del Corno Stella visto scendendo dal Monte Stella percorrendo la Serra dell'Argentera